# L'anima di un uomo
L'anima di un uomo (The Soul of a Man) è un documentario del 2003 diretto da Wim Wenders. È il secondo capitolo della serie di documentari The Blues, prodotta da Martin Scorsese.

## Trama
Il film esplora le carriere dei musicisti Skip James, Blind Willie Johnson e J. B. Lenoir.

## Produzione
Il film è narrato da Laurence Fishburne.

## Colonna sonora
Il film contiene brani dei tre musicisti eseguiti da Nick Cave and the Bad Seeds, Beck, Jon Spencer Blues Explosion, James 'Blood' Ulmer, T-Bone Burnett, Eagle Eye Cherry, Shemekia Copeland, Garland Jeffreys, Alvin Youngblood Hart, Los Lobos, Bonnie Raitt, Lou Reed, Marc Ribot, Lucinda Williams e Cassandra Wilson.

## Distribuzione
Il film è stato proiettato fuori concorso al Festival di Cannes 2003.

## Riconoscimenti
- 2004 - Premio Emmy
  - Outstanding Cinematography for Nonfiction Programming per Lisa Rinzler
- 2003 - São Paulo International Film Festival
  - Premio del pubblico